# Hanu-Man
Hanu-Man (también comercializada como HanuMan) es una película de superhéroes en idioma telugu indio de 2024 escrita y dirigida por Prasanth Varma y producida por Primeshow Entertainment.  Está protagonizada por Teja Sajja en el papel principal, junto a Amritha Aiyer, Varalaxmi Sarathkumar, Raj Deepak Shetty y Vinay Rai.  La película está ambientada en el pueblo ficticio de Anjanadri y es la primera entrega del Universo cinematográfico de Prasanth Varma (PVCU).  
La película se anunció oficialmente en mayo de 2021. La fotografía principal comenzó el 25 de junio de 2021 en Hyderabad y finalizó a mediados de abril de 2023. La película tiene música compuesta por Anudeep Dev, GowraHari y Krishna Saurabh, cinematografía de Dasaradhi Sivendra, efectos visuales supervisados por Venkat Kumar Jetty y edición de Sai Babu Talari.
Hanu-Man se estrenó el 12 de enero de 2024, con motivo de Sankranti, con críticas positivas de críticos que elogiaron la dirección, el guion, las actuaciones del elenco, la visualización de Lord Hanuman, la música de fondo, los efectos visuales, el diseño de producción y las secuencias de acción de Prashanth Varma. La película ha recaudado más de rupias, emergiendo como la película india más taquillera de 2024 y la película telugu más taquillera de 2024. Se está desarrollando una secuela.

## Trama
En Saurashtra, un joven Michael está obsesionado con los superhéroes y con frecuencia se hace pasar por uno. Mientras sale con su amiga Siri, intenta saltar volando desde la terraza de su casa pero se lastima, ganándose la ira de sus padres. Un rato después, se muestra que Michael observa cómo sus padres mueren en un incendio dentro de su casa. Años más tarde, Michael, ahora un superhéroe admirado gracias a la ayuda de las innovaciones de Siri, se bautiza a sí mismo como "Mega Man" y frustra un intento de robo mientras mata a ladrones, pero resulta herido en el proceso. Sus heridas le hacen anhelar poseer un poder que le convertiría en un superhéroe real y formidable.
Anjanadri, una aldea distópica, agoniza bajo la tiranía del polígar, Gajapathi. Hanumanthu, un ladrón de poca monta en Anjanadri, está muy enamorado de Meenakshi, una doctora y nieta del director de la escuela local. Ella lucha constantemente contra la opresión de Gajapathi, lo que lo llevó a lanzar un falso ataque de bandido contra ella. Hanumanthu logra evitar la emboscada y rescatar a Meenakshi, pero resulta gravemente herido y cae al mar. Mientras está bajo el agua, se apodera de una extraña gema brillante. Mientras tanto, Meenakshi anhela descubrir la identidad de su salvador, quien la ha estado ayudando desde su infancia.
Hanumanthu es encontrado inconsciente en la orilla con heridas graves, pero se recupera milagrosamente gracias a la gema, sorprendiendo a su hermana mayor, Anjamma, y a su mejor amiga, Kasi. También descubre que ha alcanzado una fuerza sobrehumana y descubre que la gema sólo funciona cuando se expone a la luz del sol. Mientras tanto, Meenakshi se enfrenta a Gajapathi por obligar a un anciano granjero a intentar suicidarse y él la desafía a un habitual combate de kusthi. Hanumanthu se presenta para representar a Meenakshi contra Gajapathi y, aunque inicialmente pierde, lo derrota después de que un rayo de sol cae sobre él y la gema. Propone elecciones democráticas para decidir el nuevo líder, impresionando a Meenakshi. En este momento, Michael y Siri llegan a Anjanadri. Se revela que Michael se enteró de los superpoderes recién adquiridos de Hanumanthu a través de un clip en las redes sociales y desea descubrir la causa fundamental de sus capacidades. Michael y Siri deciden quedarse en Anjanadri con el pretexto de mejorar el pueblo. Michael fabrica el colapso de una grúa para provocar que Hanumanthu use sus poderes, pero Hanumanthu esconde la gema usando una máscara tribal.
Mientras tanto, Hanumanthu se da cuenta del amor incondicional de Anjamma por él a través de la abuela de Kasi y se arrepiente de haberla lastimado con su conducta irresponsable; él asume la responsabilidad del hogar y organiza su boda. Siri secuestra a Hanumanthu para que reverencia la fuente de sus poderes. Michael observa el interrogatorio de forma remota y descubre el potencial de la gema cuando Hanumanthu se libera y golpea a todos los matones. Rescata a Meenakshi de más ladrones enviados tras ella por Gajapathi; en el proceso, él le revela que ha sido su salvador desde la infancia y le revela sobre la gema y sus poderes. También profesan sus sentimientos el uno por el otro. También cura a Gajapathi, lo anima a presentarse a las próximas elecciones y le advierte que se mantenga alejado de Meenakshi.
Hanumanthu irrumpe en la caravana de Michael para descubrir más sobre él. Mientras tanto, Michael decide destruir a Anjanadri para poder adquirir la gema. Cuando Siri se niega a cooperar, Michael revela que fue él quien asesinó a sus padres cuando era niño prendiendo fuego y encerrándolos dentro de su casa. Siri amenaza con revelar la verdad sobre Michael, pero él lo golpea, provocando un ataque de asma y lo deja morir en un incendio. Michael descubre la presencia de Hanumanthu y consigue que sus hombres lo golpeen, pero un anciano sabio, disfrazado de Hanumanthu, los rechaza a todos.
El día de la boda de Anjamma, Michael acusa a Hanumanthu de robarle su dinero y una gema ancestral; Siguiendo las instrucciones de Anjamma, Hanumanthu devuelve la gema, pero resulta ser una lupa que daña el ojo de Michael y expone sus verdaderos colores. Mientras Hanumanthu les cuenta a los aldeanos sobre la gema, Michael ordena a sus secuaces que lo maten, pero Anjamma lucha por su hermano y recibe una bala en el proceso, matándola. Frustrado por la incapacidad de la gema para rescatar a Anjamma debido al clima nublado, Hanumanthu la tira y la incinera entre lágrimas, mientras Michael libera un humo tóxico en la aldea que congela a todos los aldeanos. Al descubrir su plan, Meenakshi se apresura a buscar a Hanumanthu, pero se desilusiona con la responsabilidad de rescatar la aldea. El anciano sabio interrumpe su conversación y se revela como Vibhishana. Vibhishana les revela a Hanumanthu y Meenakshi que los poderes de Hanumanthu son exactamente los de Lord Hanuman, quien él mismo eligió a Hanumanthu para que fuera lo suficientemente digno de poseer la gema.
Con una nueva motivación, Hanumanthu decide ir tras Michael. A él se unen Siri, a quien había rescatado del fuego, y Gajapathi y sus hombres. Hanumanthu destruye los drones y libera a las aldeas de su parálisis. Luchan contra Michael y sus hombres, pero ellos mismos quedan paralizados en el proceso. Hanumanthu supera su parálisis después de recordar que Anjamma le pidió que protegiera a Anjanadri. Un mono le arroja la gema a Hanumanthu, quien luego logra abrumar a Michael. Sin embargo, Michael obtiene la gema en la pelea y se va volando en su helicóptero. Hanumanthu hace explotar el helicóptero, matando así a Michael y destruyendo la gema. La gota de sangre de la gema se inculca permanentemente en Hanumanthu.Mientras Vibhishana anticipa una tremenda batalla con los Asuras, Lord Hanuman emerge de una cueva en el Himalaya y aparece ante Hanumanthu. Vibhishana relata una promesa hecha por Lord Hanuman a Lord Rama y declara que finalmente ha llegado el momento de cumplir su juramento, allanando el camino para la secuela, Jai HanuMan.

## Elenco
- Teja Sajja como Hanumanthu / Hanu-Man, hermano de Anjamma [5]
- Amritha Aiyer como la Dra. Meenakshi
- Varalaxmi Sarathkumar como Anjamma, la hermana mayor de Hanumanthu
- Vinay Rai como Michael / Mega Man [6]
- Raj Deepak Shetty como Gajapathi
- Vennela Kishore como la Dra. Siri Vennela, amiga de Michael
- Samuthirakani como Dheeraj, rey de Lanka
- Levántate Srinu como Kaasi
- Satya como Gunneswara Rao, un comerciante.
- Rohini como amigo de Meenakshi dheeraj gf
- Rakesh Master como Puli Raju, el secuaz de Gajapathi [7]
- Sunishith como él mismo (es visible) [8]
- Ravi Teja como Koti, un mono (voz en off)

## Producción

### Desarrollo
El productor Niranjan Reddy se acercó al director Prasanth Varma para dirigir una película para su empresa después de ver Zombie Reddy (2021).  Tras dirigir con éxito Zombie Reddy, Varma anunció su cuarta película el 29 de mayo de 2021, coincidiendo con su cumpleaños.   Se anunció que la película será la primera película de superhéroes en el cine telugu.   En una entrevista con Deccan Chronicle dijo que "la película está inspirada en el dios hindú Hanuman ", y agregó: "En cuanto al título de la película, Prasanth dice que lo eligió porque era una dedicatoria para muchos que, cuando piensan en alguna superpotencia o un superhéroe en el hinduismo, recordamos a Lord Hanuman. En la película, el nombre del protagonista es Hanu-Man", respecto al título de la película. La película fue financiada por el distribuidor de películas estadounidense NRI, Kandagatla Niranjan Reddy, bajo Primeshow Entertainment.  Se hizo con un presupuesto reducido de 20 millones de ₹. Durante el evento de lanzamiento teaser celebrado en Hyderabad en noviembre de 2022, Varma reveló que el presupuesto de producción se multiplicó por seis con respecto a la valoración inicial.  Hanu-Man es la primera entrega del Universo cinematográfico de Prasanth Varma (PVCU). 

### Preproducción
La historia de Hanu-Man vino de Varma y luego fue desarrollada por su equipo en Scriptsville, un equipo de redacción que cofundó con su hermana, Sneha Sameera. En una entrevista, Varma dijo que su educación en un gurukul lo ayudó con la investigación de la película. Varma también buscó el consejo de SS Rajamouli mientras hacía la película. Anudeep Dev, GowraHari y Krishna Saurabh fueron contratados para componer la música de la película.  GowraHari compuso la música de fondo de la película.  Sai Babu Tallari fue contratado para la edición, reuniéndose con Varma después de Zombie Reddy.  Los otros técnicos incluyen al director de fotografía Dasaradhi Sivendra, al diseñador de producción Nagendra Tangala y a la diseñadora de vestuario Lanka Santhoshi.   
Antes de comenzar el primer programa de rodaje, el equipo había construido un estudio en un terreno arrendado en Vattinagulapally ubicado en Telangana, para filmar tomas de pantalla verde. Antes del inicio de la producción cinematográfica, Teja Sajja había asistido a un taller especial para entrenar física e intensamente para su papel en la película. 

### Casting
Teja Sajja interpretó al personaje principal Hanumanthu, un superhéroe, y lucía cabello largo y apariencia barbuda.  Esta marcó la tercera colaboración de Tejja con Varma después de Zombie Reddy y Adbhutham (2021).  Acerca de elegir a Teja Sajja como actor principal, Varma dijo: "Cuando estaba haciendo el casting para esta película, quería elegir a un actor que pudiera dar su 100 por ciento y estar completamente comprometido con esta película. Tenía que mantener una apariencia particular y también adaptarse. el papel. Entonces, creo que Teja cumple con los requisitos. Es el desvalido más adorable y un actor increíble que puede darme suficiente tiempo para hacer esta película".  Amritha Aiyer fue elegida como la actriz principal de la película y el nombre de su personaje, Meenakshi, se reveló en diciembre de 2021.  Varalaxmi Sarathkumar desempeñó un papel fundamental y su inclusión se confirmó el 4 de marzo de 2022, la víspera de su cumpleaños.  El actor tamil Vinay Rai fue anunciado como antagonista de la película en junio de 2022. La película también presenta a Vennela Kishore, Satya, Getup Srinu, Raj Deepak Shetty, Koushik Mahata y Bhanu Prakash en papeles fundamentales.  Se acercó a Rishab Shetty para desempeñar el papel de Vibhishana, pero declinó el papel citando compromisos con Kantara, por lo que fue a Samuthirakani .  Ravi Teja le dio su voz al personaje del mono Koti.  El nombre de la aldea ficticia se anunció como Anjanadri. 

### Rodaje
La película se estrenó oficialmente el 25 de junio de 2021 en Hyderabad, con una ceremonia de pooja y una toma de muhurtam .  La fotografía principal de la película también se realizó el mismo día.  A agosto de 2021 se completó el 40% del rodaje. El rodaje de algunas secuencias de acción y canciones tuvo lugar en Maredumilli y Paderu en Andhra Pradesh en septiembre de 2021.   Alrededor del 60% del rodaje se completó en diciembre de 2021. El equipo construyó un estudio temporal llamado Hanuman Studio en Vattinagulapally, donde se filmaron la mayoría de las partes de las tomas de pantalla verde . Para obtener imágenes de gran angular, el equipo se trasladó a Paderu y Maredumilli en Andhra Pradesh .  La secuencia submarina se filmó en diciembre de 2022. La secuencia culminante se filmó durante cinco días.  La fotografía principal finalizó el 17 de abril de 2023 y el rodaje duró 130 días hábiles. 

### Posproducción
El proceso de doblaje comenzó durante abril de 2022, con Teja Sajja doblando sus partes.  HaloHues Studios, Hyderabad fue el principal estudio de efectos visuales de la película.  Durante más de un año se trabajó intensamente en los efectos visuales durante el proceso de postproducción.  Se necesitaron casi seis meses para las tomas de efectos visuales de Lord Hanuman .  El montaje final contó con alrededor de 1600 tomas de efectos visuales, que constituyeron aproximadamente el 30% de la película.  En una entrevista, Prasanth Varma habló sobre la utilización de la previsualización, la pintura mate, el 3D y el arte de IA en la película.  Se utilizaron ChatGPT y Midjourney para diseñar carteles de películas.  La copia final de la película estuvo lista en diciembre de 2023 y se presentó a la Junta Central de Certificación de Películas (CBFC) ese mes. El 29 de diciembre de 2023, la película recibió un certificado U/A de la Junta de Censura, con una duración final de 158 minutos. 

Hanu-Man es una mezcla de ciencia ficción, fantasía y mitología .  La película, protagonizada por Teja Sajja como personaje principal, gira en torno a Hanumanthu, un ladrón de poca monta, y su viaje para salvar su aldea y el mundo después de descubrir un tótem que mejora sus habilidades.  Varma dijo que le enseñaron itihas como materia en la escuela, que le apasionaban mucho esas historias y que esos personajes lo inspiraron a hacer la película. Como sentía que no era lo suficientemente maduro ni lo suficientemente grande como director para hacer películas sobre itihas, comenzó haciendo una película de superhéroes, donde un niño normal obtiene los poderes de Lord Hanuman, de ahí en adelante, tal vez maduro para dirigir esas grandes historias.  En una entrevista, dijo: "Siempre quise hacer una película de superhéroes. De hecho, ¡quería convertirme en un superhéroe! Como no podía hacer eso pensé, déjame hacer una película. No quería que fuera así". "Una película de superhéroes similar a Marvel o DC, pero algo indígena y con raíces culturales. El primer pensamiento que me vino a la mente fue que Hanuman ji y yo escribimos la historia. Luego se me ocurrieron múltiples ideas para varios superhéroes basadas en nuestros itihaas y despegué a partir de ahí. " 
La película toma prestados elementos de la mitología india, principalmente del Ramayana y las representaciones de Lord Hanuman y sus hazañas en las diversas tradiciones orales y escritas del hinduismo . DNA India escribió "a pesar de las ruidosas proclamaciones de Jai Shri Ram y las canciones que toman prestadas letras de bhajans populares, HanuMan no es una película religiosa. Es una película de superhéroes que utiliza la mitología y elementos religiosos, combinándolos con la ciencia y la espiritualidad de manera bastante clara".  Varma dijo que no veía esta película como un cuento mitológico y que le habría presentado muchos desafíos nuevos. La película está ambientada en un mundo moderno mezclado con un incidente clave de la vida de Hanuman. La idea de la película nació de una pequeña historia relacionada con Hanuman y dejará al público completamente satisfecho con la visualización del personaje, tal como lo hemos imaginado desde la infancia. Trabajamos solos en los bocetos de los personajes durante un año.  "Siempre me han fascinado las historias de nuestra mitología y cultura. Cuando estaba investigando 'HanuMan', encontré más personajes de nuestra mitología que realmente no habíamos explorado. El público tampoco es consciente de ellos. Así que pensé: Sería interesante si pudiera crear nuevos personajes y narrar su grandeza al mismo tiempo", dijo Varma a PTI tras el estreno de la película.  Varma reveló que le narró la historia al letrista Siva Shakthi Datta para que lo guiara. 
Sana Farzeen ' India Today señala: "Hanumanth obtiene superpoderes, lo que le permite ganarse el corazón de su amada. Sin embargo, el problema es que, al igual que Koi... el Jaadu ' Mil Gaya, el poder o la 'mani' de Lord Hanuman pueden ayúdalo sólo cuando salga el sol." También señala "el mundo ficticio de Anjanadri, una tierra que parece una versión beta de Mahishmati ( Baahubali ). Una enorme estatua de Hanuman adorna el lugar como preludio de todo lo que vendrá después".  Sobre la elección de la aldea ficticia Anjanadri, Varma dijo: "Si Gotham se basa en la ciudad de Nueva York, Anjanadri, que también es el nombre del lugar de nacimiento de Hanumanthudu, es una isla en Andhra Pradesh, algo así como Yanam ". El director se inspiró en Minnal Murali (2021) y Krrish (2006).  
La película tiene amplias referencias al pop La película tiene amplias referencias a elementos de la cultura pop, Spider-Man, Superman y Batman .  La película rinde homenaje a superestrellas telugu como Prabhas, Mahesh Babu, Pawan Kalyan, Allu Arjun y Nandamuri Balakrishna .  La película también tiene escenas que hacen referencia a Baahubali (2015), Athadu (2005), Arya (2004) y Pushpa (2021). 

## Música
La música de la película está compuesta por Anudeep Dev, GowraHari y Krishna Saurabh. Los derechos de audio fueron adquiridos por Tips Industries . 
El primer sencillo titulado "Hanuman Chalisa" fue lanzado el 6 de abril de 2023, coincidiendo con Hanuman Janmotsav.  El segundo sencillo titulado "SuperHero HanuMan" fue lanzado el 14 de noviembre de 2023, coincidiendo con el Día del Niño.  El tercer sencillo titulado "Avakaya Anjaneya" se lanzó el 28 de noviembre de 2023.  El cuarto sencillo titulado "Sri Ramadootha Stotram" se lanzó el 3 de enero de 2024. 

## Marketing
El 21 de noviembre de 2022 se lanzó el avance oficial de la película.  El evento de lanzamiento de TA taser se llevó a cabo en los cines AMB. Hyderabad  El equipo presentó los coleccionables NFT el 13 de diciembre de 2022, convirtiéndose en la primera película en telugu en hacerlo.  El 28 de noviembre de 2023, se celebró el evento de lanzamiento de la canción Avakaya Anjaneya en Hyderabad.  Teja Sajja promocionó la película en SREEVISION'23 en el Instituto Sreenidhi de Ciencia y Tecnología que se celebró el 12 de diciembre de 2023. 
El tráiler oficial se lanzó el 18 de diciembre de 2023 en cinco idiomas.  El evento de lanzamiento del tráiler se llevó a cabo en los Cines AMB.  Posteriormente, se adjuntó el tráiler a las copias de Salaar: Parte 1 – Alto el fuego para proyecciones teatrales.  El 24 de diciembre, Teja Sajja promocionó la película en la Star Sports Telugu Pro Kabaddi League .  Posteriormente, el 31 de diciembre, se publicó un vídeo titulado "SESH X HANUMAN" en YouTube, en el que Adivi Sesh entrevistó a Prasanth Varma y Teja Sajja. 
Poco después, el equipo planeó una gira promocional, titulada "The Superhero Tour", por seis ciudades durante seis días, a partir del 4 de enero de 2024 al 9 de enero de 2024  El primer día de la gira, el equipo se dirigió a Kochi para una reunión de prensa en el Crowne Plaza .  El segundo día, el equipo se trasladó a Chennai para asistir a entrevistas y reuniones de prensa en el Green Park Hotel.  Posteriormente, se llevaron a cabo entrevistas y una reunión de prensa en The Shelton Grand Hotel, Bangalore.  El cuarto día, el Mega Prelanzamiento Utsav se llevó a cabo en la Convención N en Hyderabad.  Chiranjeevi fue el invitado principal del evento, que fue organizado por Suma Kanakala .  El quinto día, el distribuidor hindi de la película, AA Films, celebró un evento en el PVR Citi Mall de Mumbai, donde el elenco y el equipo interactuaron con los medios y los fanáticos. Rana Daggubati fue la invitada principal del evento.  El sexto día, el equipo visitó Hanuman Mandir en Nueva Delhi e interactuó con los medios locales para promocionar su película en la región. 

## Realización

### Cines
La película se estrenó en cines el 12 de enero de 2024 en telugu, junto con las versiones dobladas al tamil, malayalam, kannada e hindi.  En una entrevista, Varma reveló que los distribuidores en Japón y Corea se acercaron a los creadores después de ver el avance. 

### Distribución
Mythri Movie Makers distribuyó la película en la región de Nizam (Telangana).  La película fue distribuida en Andhra Pradesh por Teja Pictures (Guntur), Abhi Cinemas (Nellore), Sai Chandra Films (Ceeded), Primeshow Films (Uttarandhra), Sri Venkata Padmavathi Films (East Godavari) y Dheeraj Mogilineni Entertainment (West Godavari y Krishna) (distrito).  Sakthi Film Factory adquirió los derechos de distribución de la película en Tamil Nadu.  Sree Gokulam Movies adquirió los derechos de distribución de la película en Kerala.  Los derechos teatrales de Karnataka fueron adquiridos por KRG Studios.  AA Films estrenó la película en el norte de la India.  Primeshow Entertainment y Nirvana Cinemas estrenaron la película en Norteamérica. 

### Medios domésticos
En febrero de 2022, se informó que ZEE5 adquirió los derechos digitales de la película y Zee Network adquirió los derechos satelitales de la película.  Se informó que el acuerdo combinado de transmisión post-teatral y derechos satelitales fue de 35 millones de rupias. 

## Recepción
Hanu-Man recibió críticas positivas de críticos que elogiaron la dirección, el guion, las actuaciones del elenco, la visualización de Lord Hanuman, la música de fondo, los efectos visuales, el diseño de producción y las secuencias de acción de Prashanth Varma.  On the      
Paul Nicodemus de The Times of India dio 3,5/5 estrellas y escribió "Con una narración sólida, imágenes impresionantes y actuaciones sólidas, la película fusiona con éxito elementos de la mitología con acción contemporánea, ofreciendo una experiencia visual única en el cine indio".  Bhavana Sharma de Deccan Chronicle dio 3,5/5 y afirmó que "HanuMan" se erige como un artista sólido con un rico tapiz de drama, emociones y mitología hábilmente entrelazados."  Sana Farzeen de India Today otorgó 3,5/5 estrellas y escribió: "La música es bastante agradable y el departamento de efectos visuales ha hecho un buen trabajo. Además, las escenas de comedia hicieron reír a carcajadas al teatro y definitivamente harían cosquillas en la risa del público joven y mayor."  Abhimanyu Mathur de DNA India dio 3,5/5 estrellas y escribió: "HanuMan es un esfuerzo brillante y visualmente impresionante de Prasanth Varma al combinar la mitología con el género de superhéroes". 
Rishil Jogani de Pinkvilla otorgó 3.5/5 estrellas y escribió: "HanuMan es el primer paquete sorpresa de 2024, ya que el director Prasanth Varma lleva su ambición a la pantalla grande con la mayor convicción. La película entretiene con la cantidad adecuada de drama, acción, comedia. "Y el valor devocional. Lo que mantiene la atención aparte de la visión de crear algo mágico es también el enfoque poco serio de la historia de superhéroes."  Bhargav Chaganti de NTV otorgó 3,5/5 estrellas y afirmó que "Hanuman – Película garantizada para poner la piel de gallina. Disfrute del festival con toda la familia sin ningún obstáculo".  Y Maheswara Reddy de Bangalore Mirror dio 3,5/5 estrellas y afirmó que Prashant Varma "ha logrado mezclar acertadamente la mitología con elementos sociales como la explotación de los pobres por parte de las aldeas codiciosas y subdesarrolladas y el estilo de vida de la gente de dichas aldeas. Las imágenes generadas por computadora son un placer visual tanto para la familia como para el público masivo, especialmente los niños". 
Saki de Telangana Today escribió que "HanuMan es la película técnicamente mejor realizada en los últimos tiempos en telugu. La música, las imágenes, los efectos visuales y todos los demás elementos de producción brillan totalmente en cada episodio".  Sangeetha Devi Dundoo de The Hindu escribió que la película de superhéroes del director Prasanth Varma y el actor Teja Sajja combina el modelo familiar de superpotencia del bien contra el mal con un toque de devoción y lo remata con entretenidos segmentos de masala"  Ram Venkata Srikar de Film Companion escribió que "Hanu Man es un comienzo inspirador. Podría ser la mayor sorpresa para Sankranthi". 

### Taquillas
La película recaudó millones de rupias el día de su inauguración en India.  La versión hindi de HanuMan recaudó una cifra neta de rupias  en dos días a nivel nacional.  En sus tres días de exhibición en cines, la película recaudó más de millones de rupias en todo el mundo,  con 46,5 millones de rupias de la India.  12,26 millones de rupias provino de la versión doblada al hindi solo en tres días.  La película recaudó más de millones de rupias cuatro días después de su lanzamiento. 

## Futuro
En los créditos finales de la película se anunció una secuela, titulada Jai HanuMan.  Se reveló que Lord Hanuman tendría más protagonismo que el personaje de Hanumanthu en la película.  Hanu-Man es la primera película de un futuro universo compartido de películas de superhéroes creado por Prasanth Varma, basado en el hinduismo, siendo Adhira la tercera entrega.  Varma anunció que la secuela había comenzado los trabajos de preproducción con motivo de la inauguración de Ram Mandir. 